# Boogie-woogie (musique)
Pour les articles homonymes, voir Boogie-woogie.
Genres dérivés
Jump blues, boogie rock
Le boogie-woogie est un style pianistique propre au jazz, consistant à jouer le blues primitif sur un rythme rapide, en le ponctuant d'une formule d'accompagnement constante par le jeu de la main gauche qui frappe la même mesure en triolets.

## Histoire

### Origines
Le boogie-woogie est la seule musique de piano spécifiquement issue du blues. Au début du XXe siècle, au Texas, des pianistes noirs développent, une forme plus rapide et rythmée du blues, qu'ils jouent dans les barrel house et honky tonk du Texas. Lors de la Grande migration afro-américaine durant les années 1920 à 1930 vers les grandes villes industrielles du nord, les pianistes des barrel house vont suivre le mouvement pour s'installer notamment à Chicago, Détroit, et New York. Pour faire face à la pauvreté et arrondir leur fin de mois, des Afro-Américains organisent des house rent party (litt. : « réunions de loyer ») où s'illustrent des pianistes de boogie,.
Le premier boogie enregistré est The Rocks de George W. Thomas en 1923, mais c'est avec Clarence « Pine Top » Smith que l'expression « boogie-woogie » apparaît, avec l'enregistrement en 1928 de Pinetop's Boogie Woogie, . À la suite de cet enregistrement, le terme de boogie-woogie devient un mot générique pour désigner les divers morceaux de ce style de musique facilement reconnaissable.
L'origine du mot « boogie-woogie » est une référence au rythme que font les roues des trains (tadam… tadam… tadam…).

### Développement
Les premiers pianistes du boogie-woogie se font connaître dans les environs de Chicago et à Kansas City dans les années 1920, comme Jimmy Blythe (Chicago Stomp, 1924), Cow Cow Davenport, Jimmy Yancey, Cripple Clarence Lofton (en), Charlie Spand, Montana Taylor (en) et Clarence « Pine Top » Smith.
Dans les années 1930, le producteur John Hammond révèle de nouveaux pianistes de ce style : Meade Lux Lewis (Honky Tonk Train Blues), Albert Ammons (Boogie Woogie Stomp) et Pete Johnson (Roll 'Em Pete).
Le 23 décembre 1938, John Hammond organise pour un concert baptisé From Spirituals to Swing au Carnegie Hall de New York, où, à côté de Count Basie et Big Joe Turner, figurent au programme Albert Ammons, Pete Johnson et Meade Lux Lewis. Le boogie-woogie franchit alors la barrière des « races » et des genres. Progressivement, les pianistes de jazz intègrent dans leur répertoire un ou deux boogie-woogies : Count Basie (Boogie Woogie), Earl Hines (Boogie Woogie On St. Louis Blues), Art Tatum (St. Louis Blues), Mary Lou Williams (Roll 'Em), Lionel Hampton et Milt Buckner (Hamp's Boogie Woogie), etc. Mary Lou Williams qui, selon ses dires, écrit le premier boogie-woogie pour big band : Roll'Em, composé pour Benny Goodman vers 1937. D'autres big bands s'y mettent à leur tour, tels Glenn Miller ou Tommy Dorsey. Le boogie-woogie est également adapté au chant (The Andrews Sisters, Ella Fitzgerald, The Ink Spots, Cow Cow Boogie) ou à la guitare (T-Bone Walker, T-Bone Boogie, ou les multiples versions de Guitar Boogie d'Arthur Smith à Tommy Emmanuel en passant par The Shadows et Matt Murphy).
En 1946, Choo Choo Ch'Boogie par le Tympany Five dirigé par le saxophoniste et chanteur Louis Jordan reste pendant 18 semaines au top et qui se vend en plus d'un million d'exemplaires.

### Postérité
La tradition du boogie-woogie reste vivante dans le blues de Chicago et chez quelques pianistes contemporains qui se spécialisent dans ce style. Le rythme boogie-woogie a fortement influencé les débuts de rock 'n' roll,.
Des groupes de rock comme Canned Heat, ZZ Top (Tube Snake Boogie (en)) ou Status Quo se réclament du boogie.

## Caractéristiques

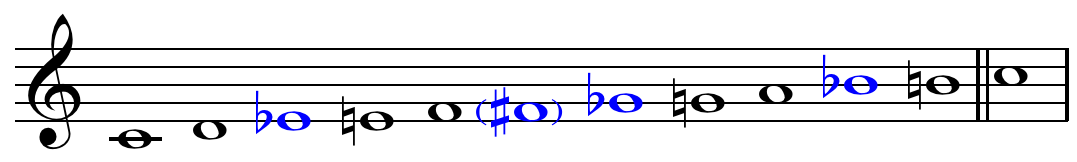
Notes bleues du mode du blues, également utilisé en boogie-woogie.

Le boogie-woogie suit la structure harmonique du blues à 12 mesures, utilisant principalement les degrés I, IV et V, soit do, fa et sol dans la tonalité de do majeur. Les douze mesures s'enchaînent généralement selon la séquence suivante : I - I - I - I - IV - IV - I - I - V - IV - I - I.
La mesure est en 
 ou en 8/8. Le rythme de base du boogie-woogie est donné par la basse, qui s'inspire du jeu des basses de la guitare blues. Généralement interprété dans le registre grave, la basse est un ostinato joué en croches (eight-to-the-bar, soit « 8 notes par mesure »). Les pianistes utilisent parfois un jeu alternant basses et accords dans le milieu du piano (« stride bass »), technique apparue dans le ragtime.
La mélodie, est jouée par la main droite au piano, elle se développe en des variations improvisées sur une trame rythmico-harmonique.

## Artistes notables
- Albert Ammons
- The Andrews Sisters
- Ladyva
- Jean-Pierre Bertrand
- Big Maceo Merriweather
- Jimmy Blythe
- James Booker
- Bumble Bee Slim
- Commander Cody and His Lost Planet Airmen
- Chris Conz
- Cow Cow Davenport
- Fats Domino
- Dorothy Donegan
- Dr. John
- William Ezell
- Earl Hines
- Jools Holland
- John Lee Hooker (Blues)
- Pete Johnson
- Tommy Johnson
- Louis Jordan
- Meade Lux Lewis
- Cripple Clarence Lofton (en)
- Memphis Slim
- Pinetop Perkins
- Piano Red
- Sammy Price
- Freddie Slack
- Clarence « Pine Top » Smith
- Charlie Spand
- Roosevelt Sykes
- Montana Taylor (en)
- Sébastien Troendlé
- Joe Turner
- Big Joe Turner
- T-Bone Walker
- Jimmy Yancey
- Axel Zwingenberger

### Hard boogie
- Canned Heat
- Foghat
- Status Quo
- George Thorogood and the Destroyers
- ZZ Top

## Festivals
Quelques festivals se consacrent au boogie-woogie :
- San Francisco International Boogie Woogie Festival, aux États-Unis ;
- Festival international de boogie-woogie à Laroquebrou, en France ;
- Jean-Pierre Bertrand inaugure et crée en France les festivals de Boogie en 1989 à Paris avec Les Nuits jazz et boogie piano jusqu’en 2005 ;
- « Beaune Blues Boogie Festival « depuis 2006 à Beaune (Bourgogne), en France ;
- Boogie Woogie Festival à Sturminster Newton, au Royaume-Uni ;
- Internationaal Boogie and Blues Festival aux Pays-Bas  ;
- Silvan Zingg's International Boogie Woogie Festival à Lugano, en Suisse ;
- Festival international de Boogie Woogie à La Neuveville, en Suisse.